# Hugo Nario
Hugo Nario (Las Flores, Argentina, 2 de abril de 1929-Mar del Plata, 8 de diciembre de 2019) fue un escritor y periodista argentino. 

## Ámbito profesional
Tuvo una trayectoria de más de cincuenta años en la actividad periodística. Colaboró de los diarios La Nación y Clarín y en la revista Todo es Historia. Se desempeñó como secretario de redacción del diario El Eco de Tandil y escribió una columna diaria en el diario Nueva Era de la mencionada ciudad.
Fue director de Cultura de la Municipalidad de Tandil entre 1983 y 1987 y director de Relaciones Institucionales de la Universidad Nacional del Centro entre 1998 y 2002.
Fue designado en 1990 académico correspondiente de la Academia Nacional del Lunfardo.
En 2015 dictó clases de la materia "Taller de Texto" en el Instituto de Profesorado de Arte Tandil N.º 4 "Escultor Carlos Alfonso Allende".
Residió en Tandil, lugar de nacimiento de sus padres, donde desarrolló su actividad profesional y tras su retiro se radicó en Mar del Plata hasta su fallecimiento el 8 de diciembre de 2019 a los 90 años.

## Libros publicados
Publicó siete libros:
- Nario, Hugo (1976). Tata Dios, El Mesías de la Última Montonera. Plus Ultra.[4]

- Nario, Hugo (1988). Bepo: vida secreta de un linyera. Centro Editor de América Látina. ISBN 9502512405.

- Nario, Hugo (2006). Los Bariffi inicios de la industria metalúrgica en Tandil. Del Manantial. ISBN 9789879613221.

- Nario, Hugo (1996). Tandil, Historia Abierta. Del Manantial. ISBN 9789509515536.

- Nario, Hugo (1994). Los Cipreses. Del Manantial. ISBN 9789879613214.

- Nario, Hugo (1994). Mesías y Bandoleros pampeanos. Galerna. ISBN 9789505563234.

- Nario, Hugo (1997). Los picapedreros. Del Manantial. ISBN 9789879613207.

Tiene aún dos obras no publicadas: Vientos de Ceniza y Memorias de un mayordomo de Santamarina.

## Premios y distinciones
- 1993: Premio Nacional de Ensayo otorgado por la Academia Nacional de las Artes por su obra Mesías y Bandoleros pampeanos.
- 2001: Distinción Trayectoria otorgada por la Asociación Argentina de Escritores Tradicionalistas.
- 1988: Premio Homero Manzi, otorgado por la Municipalidad de La Plata por su libro Bepo, vida secreta de un linyera.

Fue Socio Activo del Rotary Club Tandil.